# Zdenko Kolacio
Zdenko Kolacio (Sušak, 1912. – Zagreb, 1987.), hrvatski arhitekt, urbanist i esejist.

## Životopis
Rođen na Sušaku, gdje je i završio gimnaziju. Diplomirao je arhitekturu u Zagrebu, a u Rijeci je 1952. osnovao Urbanistički institut, čiji je bio čelnik do 1956. godine. Životni put odveo ga je u Zagreb, gdje je osnovao Urbanistički zavod grada u kojem je proveo skoro 15 godina.

## Djela
Brojni urbanistički planovi te mnoštvo spomenika i obilježja. Autor je brojnih stručnih tekstova. Knjigu eseja Vizije i ostvarenja (Mladost, Zagreb) objavio je 1978. godine.
Ističu mu se djela: 
- spomenici unutar Spomen-parka Šubićevca, uz Kostu Angelija Radovanija
- groblje u Komletincima, uz Dušana Džamonju
- urbanistički projekt Novog Zagreba, uz njega Mirko Maretić, Josip Uhlik
- skulptura "Skulptura i prostor" u Parku skulptura Dubrova u Labinu

## Nagrade i priznanja
Dobitnik niza nagrada i priznanja. Ističu se: 
- nagrada Saveza arhitekata Hrvatske »Viktor Kovačić« za životno djelo[1]
- Nagrada Vladimir Nazor 1978. godišnja nagrada, s Igorom Emilijem
- Nagrada Vladimir Nazor 1984. za životno djelo

## Vanjske poveznice
- Kolacio, Zdenko Hrvatska tehnička enciklopedija, portal hrvatske tehničke baštine. LZMK